# Samtgemeinde Hankensbüttel
Samtgemeinde Hankensbüttel er et amt (Samtgemeinde) i Landkreis Gifhorn i den tyske delstat Niedersachsen. Det ligger omkring 30 km nordøst for Gifhorn og 20 km nord for Uelzen. Der bor 	9.005 mennesker i Samtgemeinde Hankensbüttel (2012). Administrationen ligger i byen Hankensbüttel

## Geografi
Samtgemeinde Hankensbüttel ligger i den nordvestlige del af Landkreis Gifhorn, i den sydlige del af Lüneburger Heide. Området ligger mellem naturparkerne Südheide, Drömling og ved sydenden af Naturpark Elbufer-Drawehn. Mod nord grænser amtet til Landkreis Uelzen. Amtet Hankensbüttel har et areal på 29.026 ha, hvoraf 6,6 % er bebyggelser og vejanlæg. Større byer i nærheden er Celle, Gifhorn, Salzwedel, Uelzen og Wittingen.

### Inddeling
Amtet Hankensbüttel består af fem kommuner (indb. pr. 2005):
- Dedelstorf, (1.521 indb.)
- Hankensbüttel, (4.525 indb.)
- Obernholz, (940 indb.)
- Sprakensehl (1.309 indb.)
- Steinhorst (1.411 indb.).